# 王巍 (考古学家)
王巍（1954年—），男，吉林长春人（另称山东荣成人），中华人民共和国考古学家，中国社会科学院考古研究所研究员、学部委员。

## 生平
1954年5月出生于吉林省长春市。1974年加入中国共产党。
1982年2月毕业于吉林大学历史系考古专业，后被分配至中国社会科学院考古研究院工作，后于1992年晋升为副研究员，1997年升为研究员。1987年10月赴日本留学，1995年4月至1996年3月，曾赴日本早稻田大学文学部考古研究室作访问学者，并先后担任日本奈良县立僵原考古研究所、茨城大学人文学部考古研究室作研修生、客座研究员。1996年7月获得中国社会科学院研究生院历史学博士学位，是中国大陆第一个获得中日博士学位的考古学家。
1999年，被评为中国社会科学院有突出贡献学家，博士生导师。2011年，当选为中国社会科学院学部委员。
2018年2月24日，当选为第十三届全国人大代表。